# ایان بیلی (بازیکن فوتبال)
ایان بیلی (انگلیسی: Ian Bailey؛ زادهٔ ۲۰ اکتبر ۱۹۵۶) بازیکن فوتبال اهل بریتانیا است.
از باشگاه‌هایی که در آن بازی کرده‌است می‌توان به باشگاه فوتبال شفیلد ونزدی، باشگاه فوتبال دونکستر راورز، باشگاه فوتبال بولتون واندررز، باشگاه فوتبال بلکپول، باشگاه فوتبال کارلایل یونایتد، و باشگاه فوتبال میدلزبرو اشاره کرد.